# 田中隆三 (政治家)

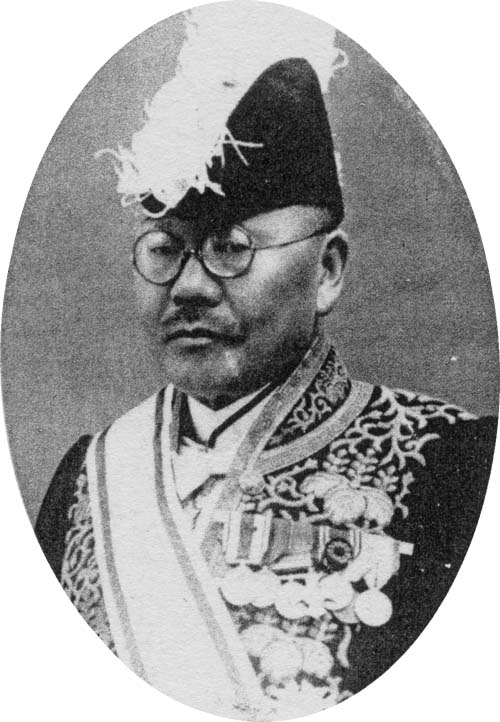
田中隆三

田中 隆三（たなか りゅうぞう、1864年11月14日（元治元年10月15日） - 1940年（昭和15年）12月6日）は、明治から昭和初期の農商務官僚・政治家である。衆議院議員。文部大臣。族籍は秋田県士族。

## 経歴
出羽国楢山（のち秋田県秋田市）出身。田中隆世の長男。秋田中学校（現秋田県立秋田高等学校）、大学予備門、1889年7月に帝国大学法科大学卒業。農商務省鉱山局長・農商務次官を経て、その後実業界に入り秋田鉱山専門学校（現秋田大学工学資源学部）の設立に尽力した。ついで政界に転じ、1912年（明治45年）の第11回衆議院議員総選挙で当選した。濱口内閣・第2次若槻内閣で文部大臣を務め、議員を7期務めて1932年（昭和7年）に引退した。所属政党は当初政友会であったが、のちに民政党に移った。
引退後は終生枢密顧問官を務めた。

## 人物
趣味の古銭蒐集鑑定で有名だった。

## 親族
長男隆一郎の岳父に小坂善之助。娘昭子の舅に梅原龍三郎。

## 栄典
位階
- 1891年（明治24年）12月11日 - 正七位[4]
- 1892年（明治25年）4月18日 - 従六位[4]
- 1896年（明治29年）11月20日 - 正六位[4]
- 1899年（明治32年）2月20日 - 従五位[4]
- 1901年（明治34年）4月20日 - 正五位[4]
- 1907年（明治40年）12月10日 - 従四位[4][5]
- 1929年（昭和4年）12月2日 - 従三位[4][6]
- 1931年（昭和6年）12月12日 - 正三位[4]
- 1940年（昭和15年）12月6日 - 従二位[4][7]

勲章等
- 1903年（明治36年）12月26日 - 勲四等瑞宝章[4][8]
- 1906年（明治39年）4月1日 - 勲三等瑞宝章[4][9]
- 1915年（大正4年）11月10日 - 大礼記念章（大正）[4]
- 1916年（大正5年）4月1日 - 旭日中綬章[4]
- 1920年（大正9年）11月1日 - 金杯一個[4]
- 1921年（大正10年）
  - 3月23日 - 金杯一個[4]
  - 7月1日 - 第一回国勢調査記念章[10]
- 1922年（大正11年）6月12日 - 金杯一個[4]
- 1924年（大正13年）5月21日 - 勲二等瑞宝章[4]
- 1928年（昭和3年）11月10日 - 金杯一個[4]
- 1931年（昭和6年）3月11日 - 勲一等瑞宝章[4][11]
- 1934年（昭和9年）4月29日 - 旭日大綬章・昭和六年乃至九年事変従軍記章[4]
- 1940年（昭和15年）8月15日 - 紀元二千六百年祝典記念章[12]

## 著書
- 『教育勅語の御精神を拝察し奉りて』 （田中隆三）
- 『最新電気機関車工学』 （田中隆三）
- 『實用電氣機關車技術要覽 : 問答式』 （田中隆三）
- 『鉱業行政ニ就テ 鉱業法ノ論評』 （田中隆三、和田維四郎）
- 『鉱業行政一斑 全国諸鉱山同盟諸職工慈善共済会ノ設立ヲ望ム 職夫共済組合規約等』（田中隆三、沖龍雄、笠原鷲太郎）
- 『湘南電車の解説』 電気車研究会（発行人: 田中隆三）
- 『日本の鉄道』（石田靖一、田中隆三）
- 『新編電気機関車読本』（田中隆三）
- 『実用電気機関車工学』（田中隆三）
- 『鉱業法釈義』（宮部準次、田中隆三）